# Heinrich Schnuderl

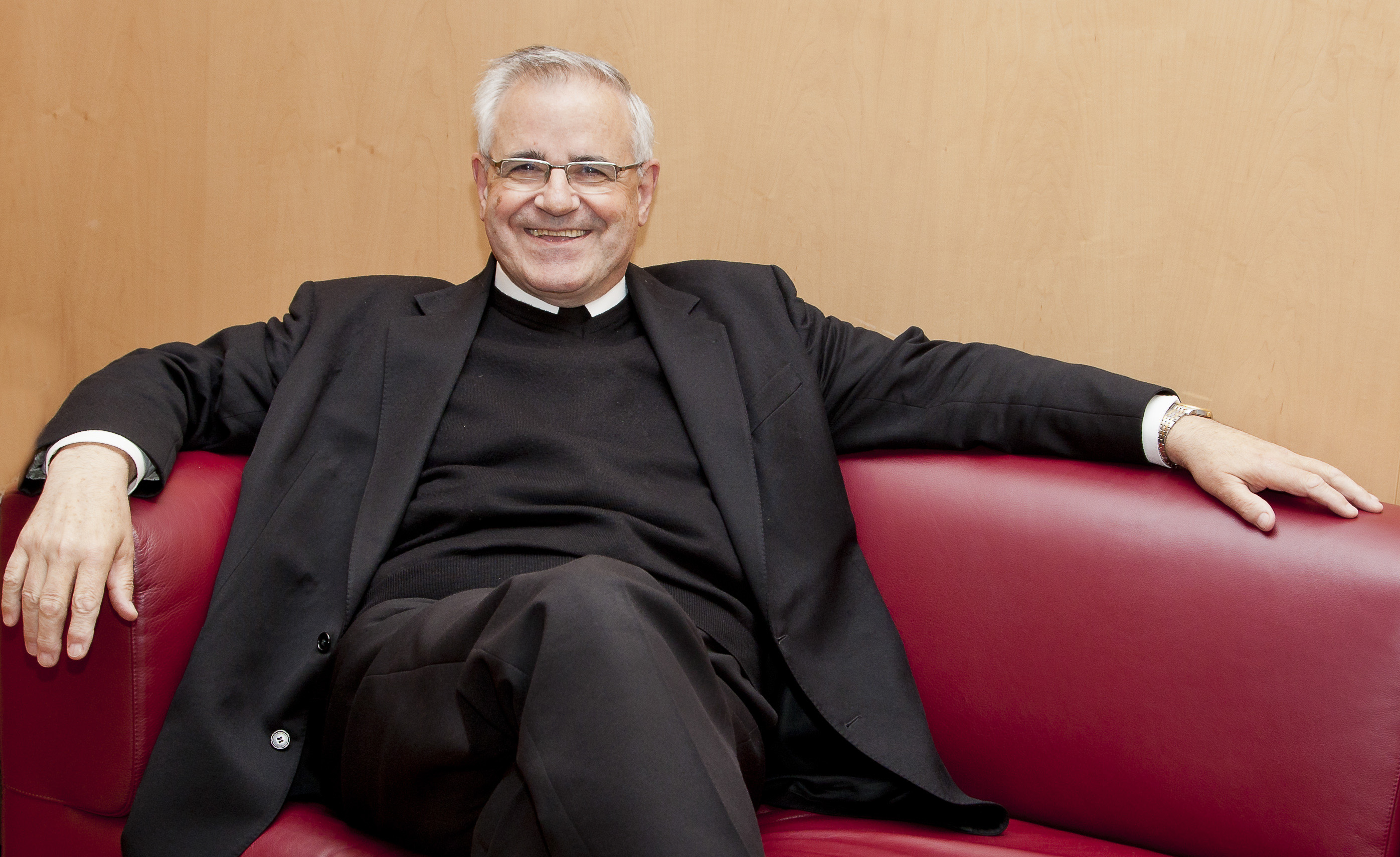
Heinrich Schnuderl

Heinrich Schnuderl (* 20. September 1943 in Graz) ist ein österreichischer römisch-katholischer Theologe und Priester. Er war von 2011 bis 2015 Generalvikar der Diözese Graz-Seckau, von 28. Jänner 2015 bis 14. Juni 2015 war er deren Diözesanadministrator, anschließend bis 31. August 2015 erneut Generalvikar. Von 1. September 2015 bis 31. August 2023 war er Grazer Dompfarrer und gleichzeitig Bischofsvikar für Gesellschaft, Kultur, Medien und Wissenschaft.

## Leben

### Herkunft und Ausbildung

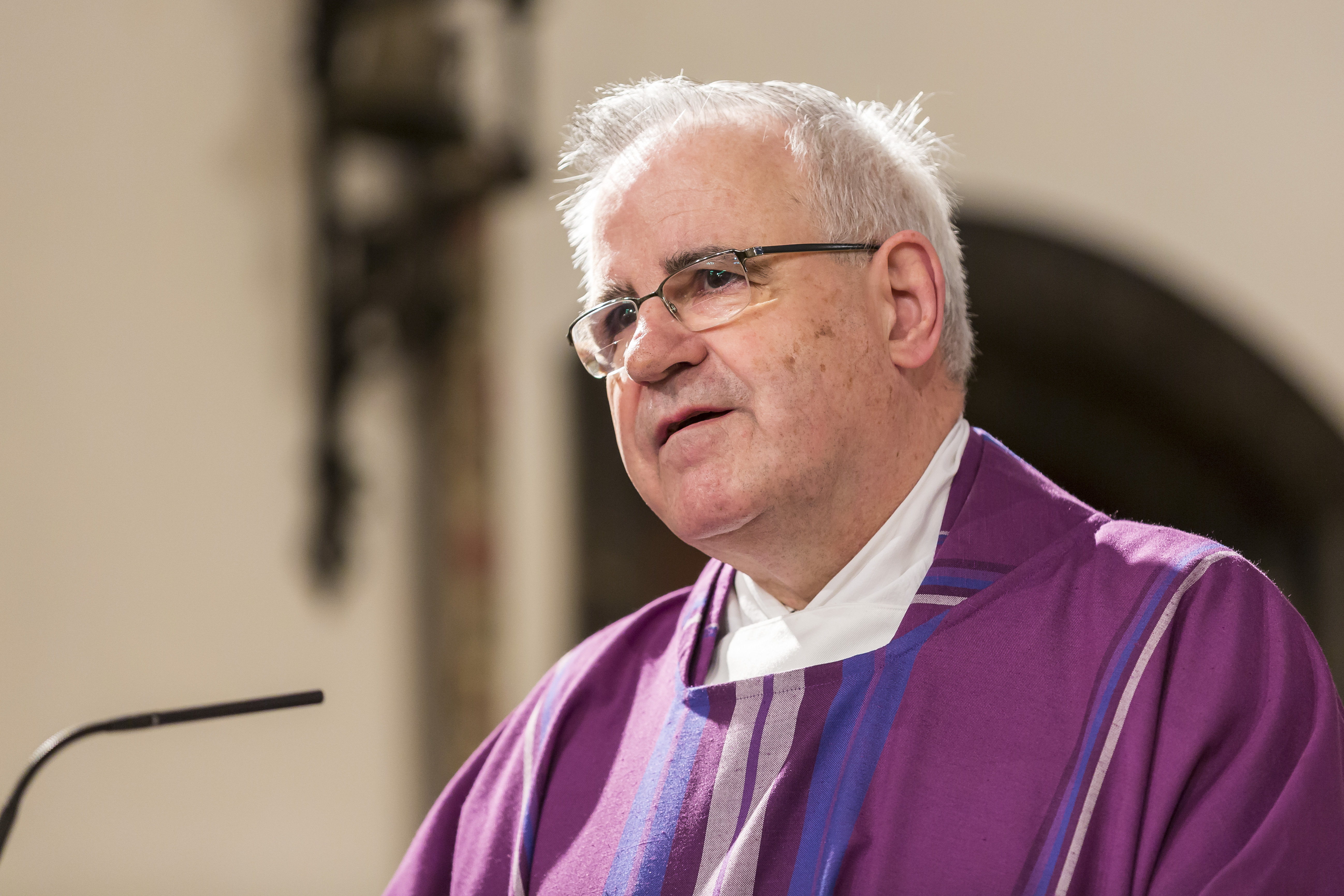
Heinrich Schnuderl während einer Messfeier

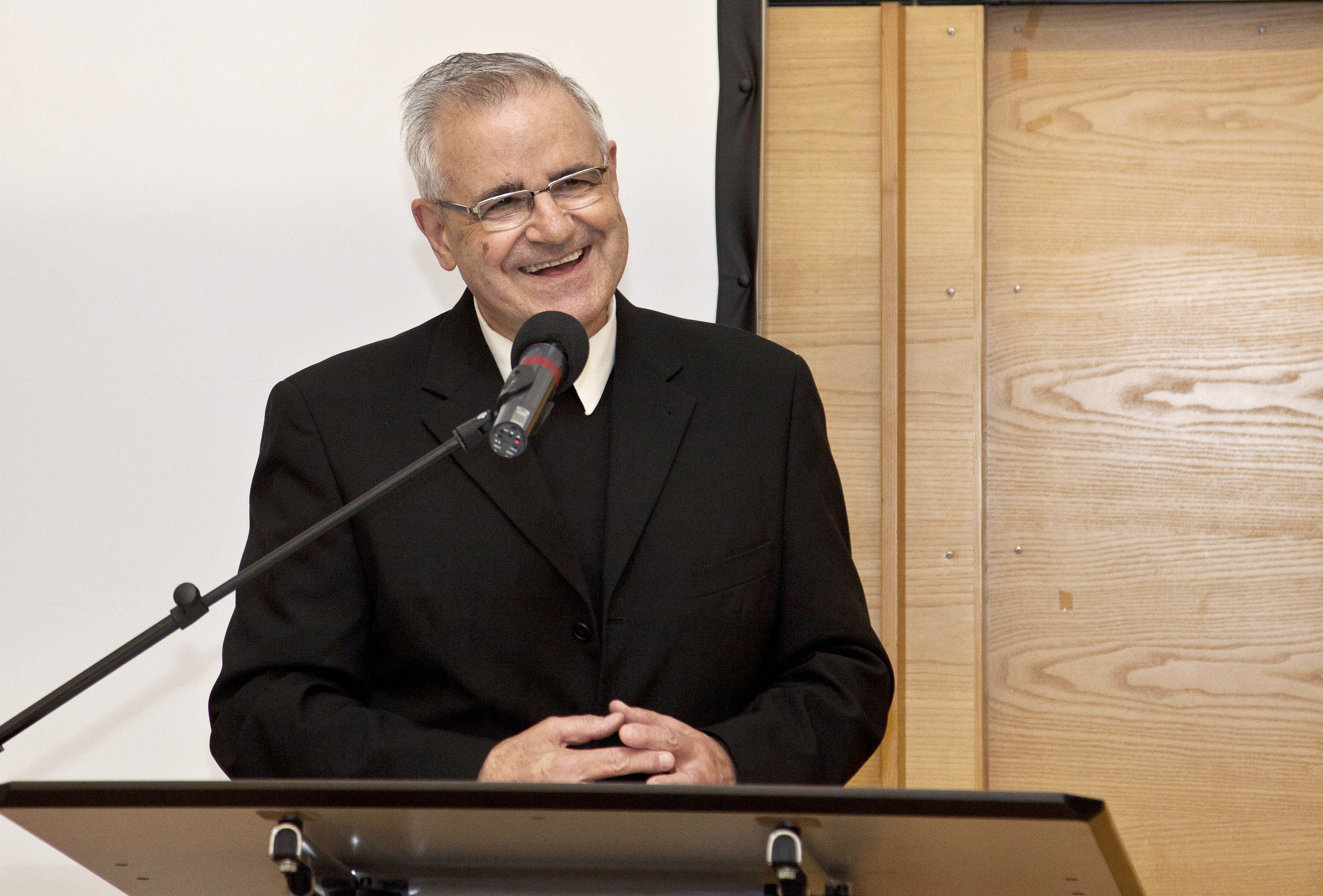
Heinrich Schnuderl als Vortragender

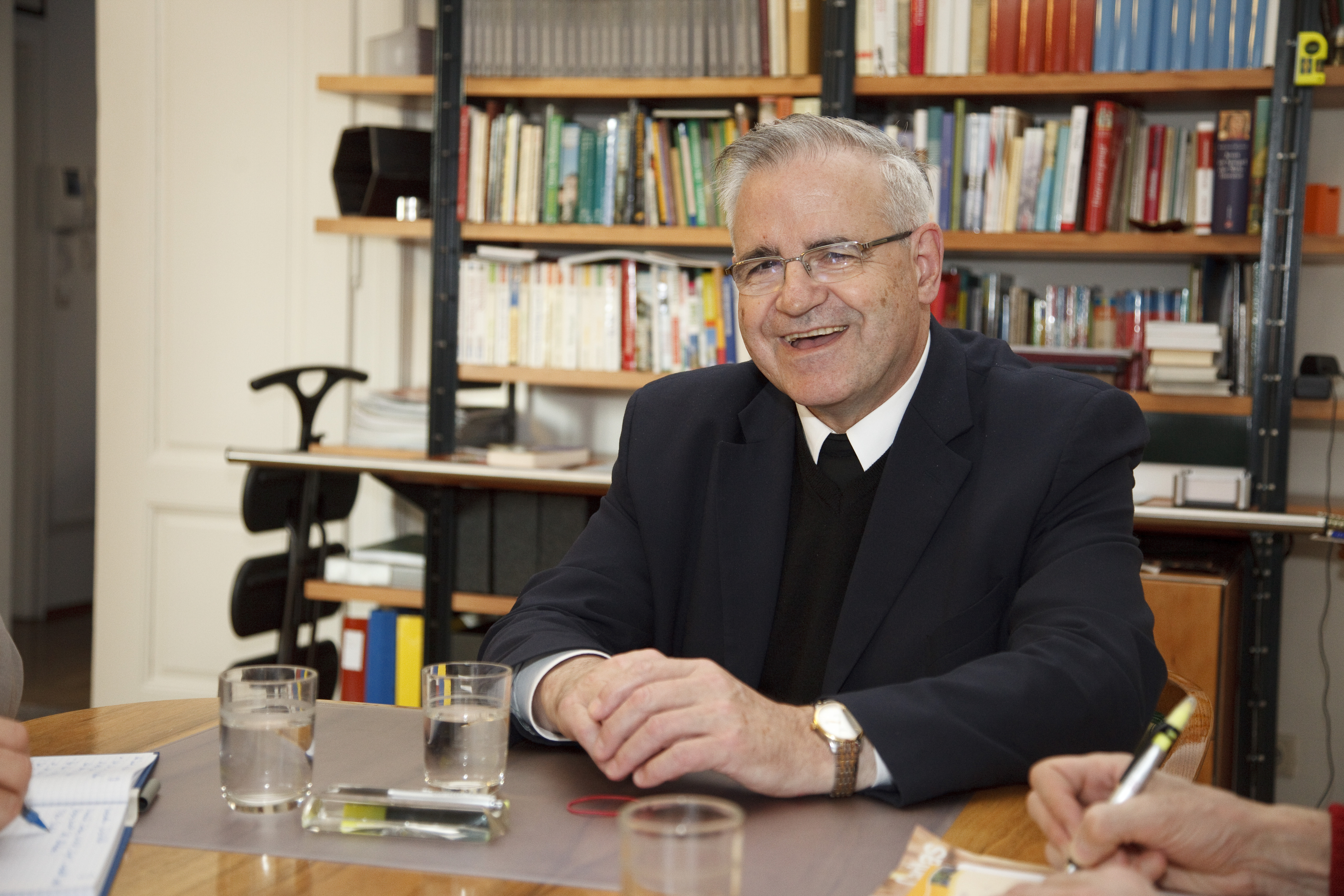
Heinrich Schnuderl während einer beruflichen Besprechung

Heinrich Schnuderl entstammt einer katholischen Bäckersfamilie aus der Grazer Annenstraße. Seine Mitgliedschaft in der Katholischen Jugend prägte sein weiteres Leben. Er absolvierte seine Schulzeit von 1953 bis 1961 am Akademischen Gymnasium in Graz. Anschließend an seine Matura 1961 studierte er an der Universität Graz Theologie und wurde zum Doktor der Theologie promoviert.

### Beruflicher Werdegang
Nach seiner Priesterweihe durch den steirischen Diözesanbischof Josef Schoiswohl am 9. Juli 1967 in Graz war er drei Jahre als Kaplan in Schladming tätig. Mit 1. Juni 1972 wurde er von Diözesanbischof Johann Weber zum Referenten für Tourismuspastoral in der Diözese Graz-Seckau bestellt. Von 1970 bis 1982 war er Hochschulseelsorger der Katholischen Hochschulgemeinde an der Montanuniversität Leoben und anschließend bis 1997 Hochschulseelsorger der Katholischen Hochschulgemeinde an der Universität Graz. Damit verbunden leitete er als geschäftsführender Kurator auch das Grazer Afro-Asiatische Institut. In seinem ersten Tätigkeitsjahr in der Katholischen Hochschulgemeinde Graz gründete er die Zeitschrift Denken und Glauben, die im Bereich der Grazer Universitäten und für Tausende ihrer Absolventen ein wichtiges Forum geistiger Auseinandersetzung ist.
Als Hochschulseelsorger hatte Schnuderl neben dem intensiven Fokus auf die Universitäten und auf die Studierenden „seiner“ Gemeinden auch die Entwicklung der Studierendenseelsorge in Österreich und im deutschsprachigen Raum über die Hochschulseelsorgerkonferenzen im Blick.
Aus Anlass des Besuches Papst Johannes Pauls II. 1983 in Österreich wurde die Idee geboren, die Orgel in der Warschauer St.-Anna-Kirche, die im Zweiten Weltkrieg schwere Schäden erlitten hatte, zu erneuern. Mithilfe zahlreicher privater Sponsoren gelang es der organisierenden Grazer Hochschulgemeinde, die erforderlichen Mittel aufzubringen und die langwierigen Verhandlungen mit den kommunistischen Behörden von Warschau erfolgreich abzuschließen. 1992 konnte die von Österreich gestiftete neue Orgel eingeweiht werden. Sie ist heute eines der bedeutendsten Instrumente für die Kirchenmusik Polens. Heinrich Schnuderl erhielt für seine Hauptverantwortung bei dieser Erneuerung am 15. Jänner 1996 vom polnischen Präsidenten Aleksander Kwaśniewski das Kommandeurskreuz des Verdienstordens der Republik Polen (Komtur) verliehen.
Schnuderl fungierte von 1980 bis 1997 als Generalassistent der Katholischen Aktion in der Steiermark und von 1985 bis 1997 als Geistlicher Assistent der Katholischen Aktion Österreichs. Er ist seit 1995 als Domherr Mitglied des Grazer Domkapitels. 1997 wurde er Pfarrer an der Kirche St. Christoph in Graz und 1999 Stadtpfarrpropst der Grazer Stadtpfarrkirche sowie Vorsitzender der „Katholischen Stadtkirche Graz“ (bis 2011).
In den innerkirchlich turbulenten Zeiten der 1990er-Jahre war Schnuderl ein wesentlicher Impulsgeber für den „Dialog für Österreich“, der statt innerkirchlicher Auseinandersetzung den Dialog mit der Gesellschaft suchte: angesichts der genannten Konflikte hatte die Österreichische Bischofskonferenz im Herbst 1995 beschlossen, für 1996 zu einer „Wallfahrt der Vielfalt“ nach Mariazell einzuladen. 1998 fand im Salzburger Bildungshaus St. Virgil die Delegiertenversammlung zum „Dialog für Österreich“ zu theologischen und gesellschaftspolitischen Fragen statt.
Bei der Entscheidung für Graz als Veranstaltungsort der 2. Europäischen Ökumenischen Versammlung 1997 vertrat Schnuderl die katholische Kirche der Steiermark als Delegierter.
Heinrich Schnuderl leitete von 1997 bis 2011 das Pastoralamt im Bischöflichen Ordinariat der Diözese Graz-Seckau. Am 6. Jänner 2005 ernannte Diözesanbischof Egon Kapellari Schnuderl zum Bischofsvikar für die Stadtpastoral Graz. Für die Periode 2009 bis 2011 wurde er als Nachfolger von Pastor Winfried Nausner und Superintendent Hermann Miklas zum Vorsitzenden des 1999 gegründeten „Ökumenischen Forums christlicher Kirchen in der Steiermark“ gewählt. Die Ökumene lag ihm immer ganz besonders am Herzen: so feierte Schnuderl insbesondere mehrere bedeutende ökumenische Gottesdienste: den Gottesdienst zur Eröffnung des Kulturhauptstadtjahres Graz 2003, eine Besinnung zur Tsunami-Katastrophe des Jahres 2004 im Grazer Dom, Gottesdienste aus Anlass von 50 Jahren Österreichischer Staatsvertrag (2005) und 70 Jahren Einmarsch deutscher Truppen im März 1938 (2008 in der Grazer Stadtpfarrkirche) oder einen Pilgerzug von der Grazer Stadtpfarrkirche in die Grazer Synagoge am Abend des 9. November 2008 aus Anlass des Gedenkens von 70 Jahren Reichspogromnacht.

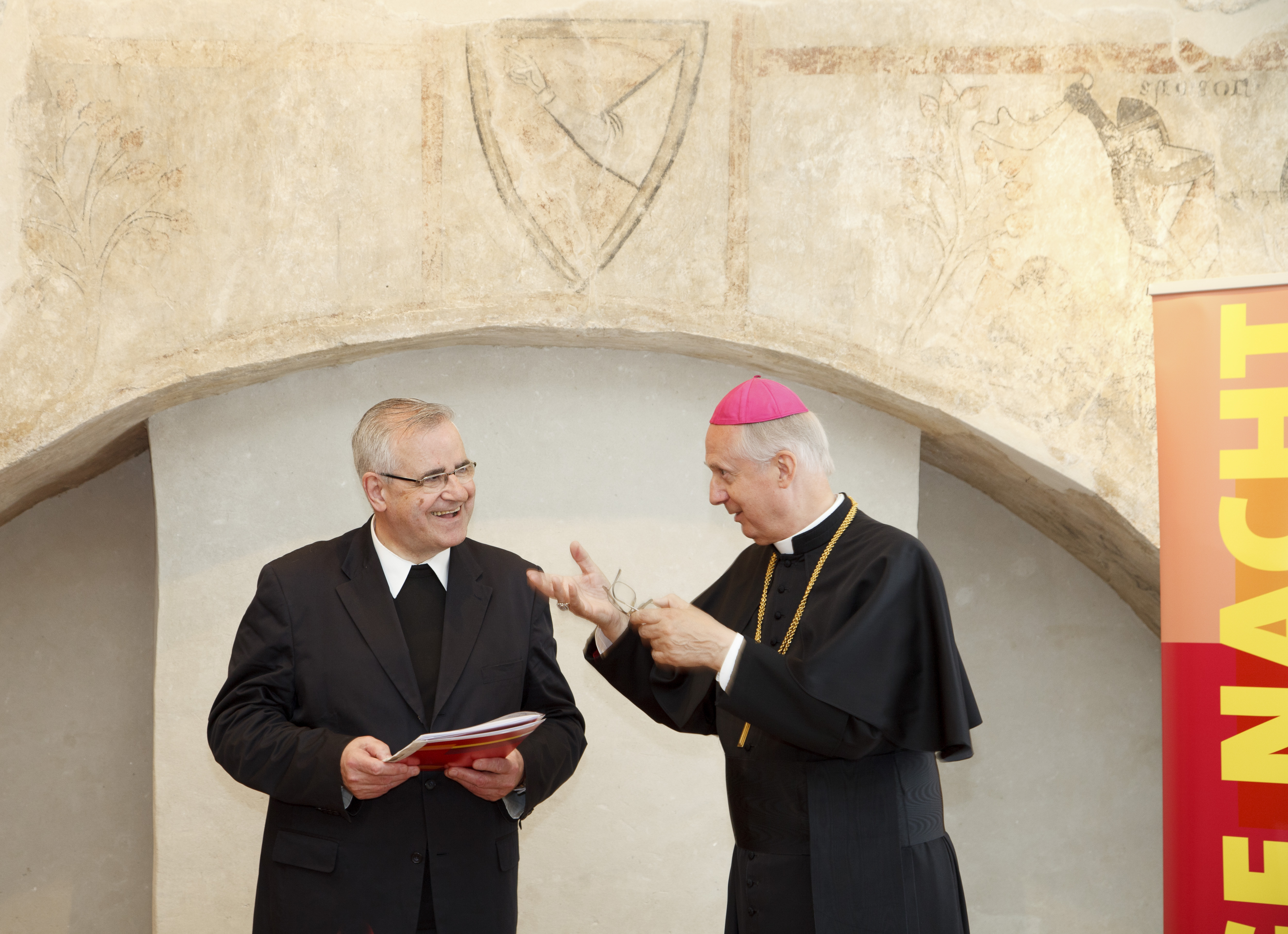
Bischof Egon Kapellari und sein damaliger Generalvikar Heinrich Schnuderl unter dem Wappen der steirischen Diözesanbischöfe

Als Stadtpfarrpropst bemühte er sich um eine verstärkte Kooperation und um einen gemeinsamen Auftritt der Grazer Pfarren als „Katholische Stadtkirche Graz“, das Jahr „Graz - Kulturhauptstadt Europas 2003“ wurde von ihm und seinem Team prägend mitgestaltet. Bleibend ist die „Kirchen Kultur Graz“ mit Gertraud Schaller-Pressler. Die „Lange Nacht der Kirchen“ ist nur eine von zahlreichen sichtbaren Aktivitäten. Der von ihm mitbegründete „Verein zur Förderung der Katholischen Hochschulgemeinde“ widmet sich unter anderem dem 2013 neu eröffneten „Quartier Leech“, das die Katholische Hochschulgemeinde und das Afro-Asiatische Institut unter einem Dach vereint.
Am 1. September 2011 ernannte Bischof Egon Kapellari Heinrich Schnuderl zum Generalvikar der Diözese Graz-Seckau und damit zum Nachfolger von Helmut Burkard. Gleichzeitig erfolgte seine Ernennung zum Kustos des Diözesanmuseums Graz, in dieser Funktion folgte er dem früheren Leiter des Bischöflichen Amtes für Schule und Bildung, Bischofsvikar Prälat Willibald Rodler, nach.
Die Aktion „Grüß Gott 2000“ und die Aktion „Sonntagslicht“, ein metallenes Schiffchen in Fischform, das mit einem Kerzenlicht in der Mitte den Sonntagstisch in den steirischen Haushalten schmücken sollte, nach dem Mitteleuropäischen Katholikentag 2004 in Mariazell gehen unter anderem auf Heinrich Schnuderl zurück. Die Schienen für den aktuellen „Diözesanen Weg“ der Diözese Graz-Seckau bis 2018, der das 50-jährige Gedächtnis an das Zweite Vatikanische Konzil mit dem 800-Jahrjubiläum der Diözese im Jahre 2018 kreativ verbinden möchte, wurden wesentlich von ihm grundgelegt.

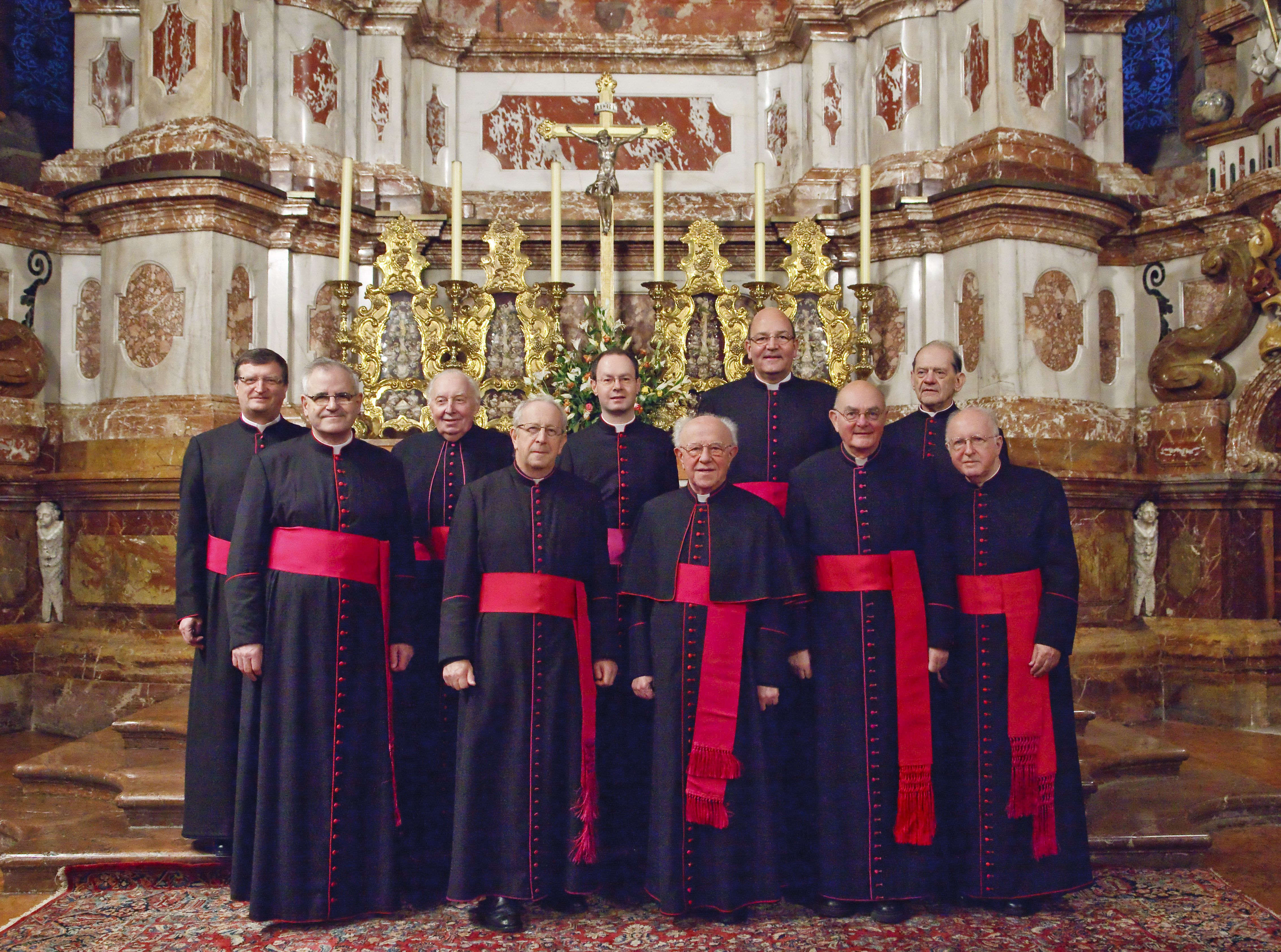
Domkapitel an der Kathedral- und Domkirche zum heiligen Ägydius in Graz 2010; Heinrich Schnuderl: 1. Reihe, 1. von links

Nach dem am 24. Jänner 2015 bekannt gegebenen und am 28. Jänner 2015 wirksam gewordenen Rücktritt Bischof Kapellaris wählte das Grazer Domkapitel, das Konsultorenkollegium der Diözese Graz-Seckau, gemäß Can. 421 §1 des Codex Iuris Canonici Heinrich Schnuderl am 28. Jänner 2015 für die Zeit der Sedisvakanz der Diözese Graz-Seckau zu deren Diözesanadministrator. Das Amt des Diözesanadministrators erlosch automatisch mit der Besitzergreifung der Diözese durch den vom Papst bestellten neuen Diözesanbischof Wilhelm Krautwaschl am 14. Juni 2015.
Danach war Heinrich Schnuderl erneut Generalvikar der Diözese Graz-Seckau und übte diese Funktion bis einschließlich 31. August 2015 aus. Sein Nachfolger wurde der bisherige Dechant von Voitsberg Erich Linhardt. Von 1. September 2015 bis 31. August 2023 war Schnuderl in Nachfolge des langjährigen Dompfarrers Gottfried Lafer Dompfarrer in Graz und gleichzeitig Bischofsvikar für Gesellschaft, Kultur, Medien und Wissenschaft.
Während einer Heiligen Messe am 9. Juli 2023 im Grazer Dom feierte Schnuderl seinen Abschied und trat Ende August 2023 als Dompfarrer und Bischofsvikar in den Ruhestand. Sein Nachfolger als Dompfarrer ist Ewald Pristavec, der davor Seelsorger im Raum Bruck an der Mur und Kindberg war.

### Stellungnahmen zu kirchlichen Themen

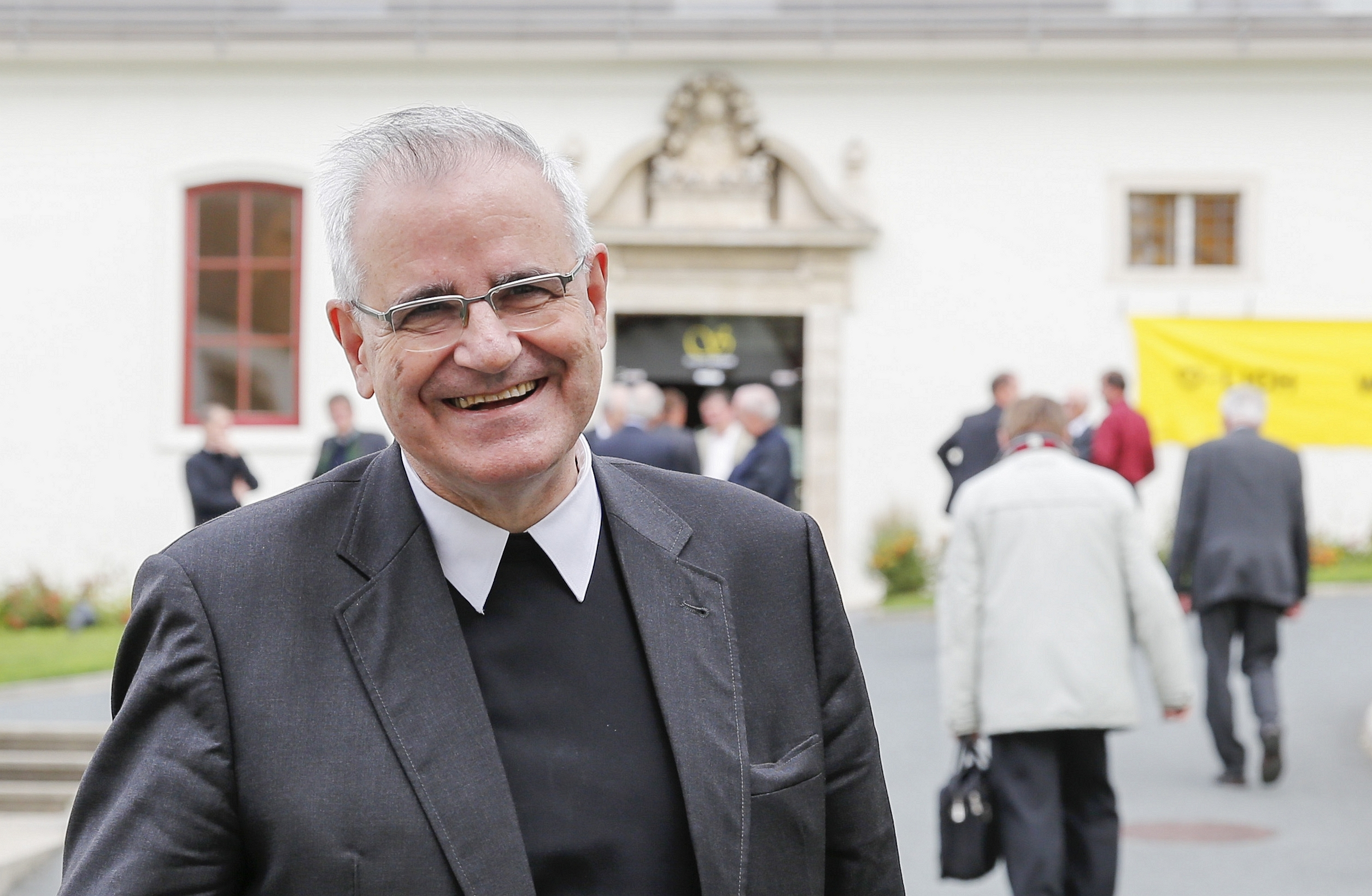
Heinrich Schnuderl bei einer Tagung im Bildungshaus Seggauberg

In einer ersten Stellungnahme nach seiner Wahl zum Diözesanadministrator der Diözese Graz-Seckau betonte Schnuderl, der 2012 begonnene „Diözesane Weg“ werde konsequent weitergegangen: „Wir gehen auf diesem Weg weiter und streben die Ziele an, die wir uns gesetzt haben. Diese werden sicher auch mit einem kommenden Bischof Gültigkeit haben: die Freude am Glauben erneuern, die Seelsorge in der Diözese neu auszurichten und als Kirche unsere Gesellschaft mitgestalten. Ich bitte Sie um ihr Gebet für den kommenden Bischof und für unseren gemeinsamen Weg.“
Schnuderl, der als früherer Hochschulseelsorger, Stadtpfarrer, Pastoralamtsleiter und Bischofsvikar die Steiermark wie kaum ein anderer Priester kennt, galt seit Langem als episkopabel. Er war schon 2001 als Nachfolger für Bischof Johann Weber im Gespräch – kam aber (noch) nie zum Zug. Der Grund: Schnuderl galt dem Vatikan in den Zeiten Papst Johannes Pauls II. und Benedikts XVI. als zu wenig verlässlich. Schnuderl selbst sieht sich ganz der Tradition des Zweiten Vatikanischen Konzils verpflichtet, dessen Reformschub er als junger Priester hautnah miterlebt hatte. Ihm wird zugutegehalten, sowohl in Diskussionen mit Intellektuellen als auch in Gesprächen mit „einfachen“ Menschen gute Figur zu machen. Laut Aussendung der Diözese Graz-Seckau lobte er den bisherigen Diözesanbischof Egon Kapellari. Dieser habe Bedrückte aufgerichtet, oft zu neuen Wegen Mut gemacht und Antworten auf Gegenwartsfragen gegeben.
In verschiedenen Interviews nach seiner Wahl zum Diözesanadministrator formulierte Schnuderl, es „sehr verwunderlich“ zu finden, dass der Vatikan nach vier Jahren noch immer keinen Bischof berufen habe. Schnuderl, weiters angesprochen auf die 2015 stattfindende vatikanische Familiensynode: „Das Sakrament der Ehe ist ein hohes Gut. Aber wenn Menschen eben dieses hohe Gut nicht aufrechterhalten konnten, sollte es Möglichkeiten geben, dass Menschen voll versöhnt mit der Kirche auch am kirchlichen Leben teilnehmen können.“ „Es gibt Situationen, in denen ein Neustart für Gläubige möglich sein muss. Voraussetzung dafür ist der Glaube an das, was in der Kommunion geschieht: eine Begegnung mit Jesus. Außerdem muss eine versöhnte Situation mit dem Ex-Partner und den Kindern da sein. Und es muss eine gläubige Sehnsucht geben, das Sakrament (der Eucharistie) zu empfangen. Eine katholische Scheidung wird es nie geben, aber vielleicht eine zweite Ehe mit dem Segen Gottes. Ich hoffe, dass die Synode im Herbst Möglichkeiten eröffnet.“ Der von der Kleinen Zeitung verwendete Titel des Interviews mit Heinrich Schnuderl vom 1. Februar 2015 „Eine zweite kirchliche Ehe ist denkbar“ ist allerdings kein Originalzitat des Interviewten.
Außerdem betonte Schnuderl, dass es um eine erneute Lektüre des Zweiten Vatikanischen Konzils gehe, dieses sei der Kompass für die Erneuerung der Kirche, die missionarisch werden müsse. Der Glaube müsse von Mensch zu Mensch weitergegeben werden, daher sei es unverzichtbar, von Sendung, von Mission, zu sprechen. Die Zeiten, in denen der Herrscher die Religion seiner Untertanen vorgegeben hat, seien vorüber, auch jene, in denen Mission als Export der europäischen Kultur und Zivilisation gleichgesetzt wurde. Es wäre wichtig, die Leute dort abzuholen, wo sie sind. Nicht nur im üblichen und wichtigen Feld des Pfarrnetzes, sondern auch im Kindergarten, im Religionsunterricht, in der Krankenseelsorge, in der Trauer. Kirche dürfe nicht zum liturgischen Partyservice werden. Kirche seien die Menschen selbst, nicht nur der Pfarrer. Die Eigenverantwortung in den Pfarrgemeinden sei höher als vor 50 Jahren.
Im Zusammenhang mit den Terroranschlägen in Frankreich im Jänner 2015 äußerte Schnuderl: „Ich verurteile die Anschläge, aber ich könnte nicht sagen Ich bin Charlie. Schon bei den dänischen Mohammed-Karikaturen haben wir als Religionsgemeinschaften in Graz gesagt: Wir wollen keine Verächtlichmachung von Religion. Das ist notwendig für ein gutes Zusammenleben.“
Heinrich Schnuderl sprach sich gegen Denkverbote aus: verheiratete Priester könne er sich vorstellen, eine Aufhebung des Zölibats würde große Veränderungen mit sich bringen. „Ob es dann mehr Priester gibt, ist eine andere Frage“, so Schnuderl.

## Auszeichnungen
- 1987 Päpstlicher Ehrenkaplan
- 1996 Kommandeurskreuz des Verdienstordens der Republik Polen (Komtur)
- 2002 Päpstlicher Ehrenprälat
- 2003 Großes Goldenes Ehrenzeichen des Landes Steiermark
- 2004 Bürger der Stadt Graz[7]
- 2024 Großes Ehrenzeichen für Verdienste um die Republik Österreich[23][24]

## Publikationen
- (Hrsg.): Von Person zu Person. Aufsatzsammlung, Verlag Niederösterreichisches Pressehaus, St. Pölten 1983, ISBN 3-85326-679-7.
- (Hrsg.): Fünf Kreuzwege für jeden Sonntag der Fastenzeit. Beispielsammlung, Styria-Verlag, Graz 2001, ISBN 3-222-12865-0.